# Waldschlößchenbrücke

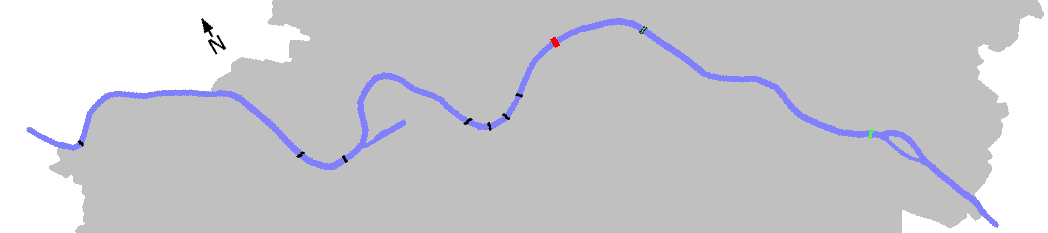
Lage der Brücke (rot) und die vor ihrem Bau vorhandenen Elbquerungen für Kraftfahrzeuge (schwarz) und nur für Pkw (grün)

Die Waldschlößchenbrücke (auch Waldschlösschenbrücke) ist eine Straßenbrücke über die Elbe unterhalb des Waldschlösschens (sowie der in Sichtweite befindlichen Waldschlößchen-Brauerei) im Elbtal in Dresden. Die bereits Ende des 19. Jahrhunderts geplante Elbquerung in Dresden war umstritten und löste Mitte der 1990er die als „Dresdner Brückenstreit“ bekannt gewordene Kontroverse aus. Nach einem Bürgerentscheid 2005 wurde die Brücke inmitten des UNESCO-Welterbes Kulturlandschaft Dresdner Elbtal deutschlandweit bekannt. Ihretwegen geriet das Elbtal auf die Liste des gefährdeten Welterbes und verlor drei Jahre später den Welterbetitel.
Die zur Entlastung der Dresdner Neustadt und der benachbarten Brücken errichtete Waldschlößchenbrücke überquert die Elbauen an einer von deren breitesten Stellen und gehört zum Verkehrszug Waldschlößchenbrücke mit den Anbindungen der Brückenköpfe an das Straßennetz – im Norden mit mehreren Tunneln – sowie den dafür ausgebauten Zubringerstraßen. Die Brücke wurde am 24. August 2013 offiziell eröffnet, rund neun Monate später begann die lange überfällige Renovierung der Albertbrücke von 1875, deren Belastung 2024 durch den Einsturz der Carolabrücke anstieg.

## Beschreibung

### Zweck
Die Waldschlößchenbrücke schließt einen Verkehrszug, auf dem die Innenstadt östlich umfahren werden kann. Sie stellt eine Verbindung zwischen dem dichtbesiedelten linkselbischen (Süd-)Osten Dresdens und dem rechtselbischen Norden der Landeshauptstadt mit den Industrieansiedlungen in der Umgebung des Flughafens her. Dabei entlastet sie die ehemals vier, nach dem Einsturz der Carolabrücke nur drei,  Brücken in der Innenstadt und das Blaue Wunder. Sie verbindet die Hauptverkehrsstraßen Stauffenbergallee und Bautzner Straße nördlich der Elbe mit der Fetscherstraße und dem Käthe-Kollwitz-Ufer auf der Südseite.

### Lage

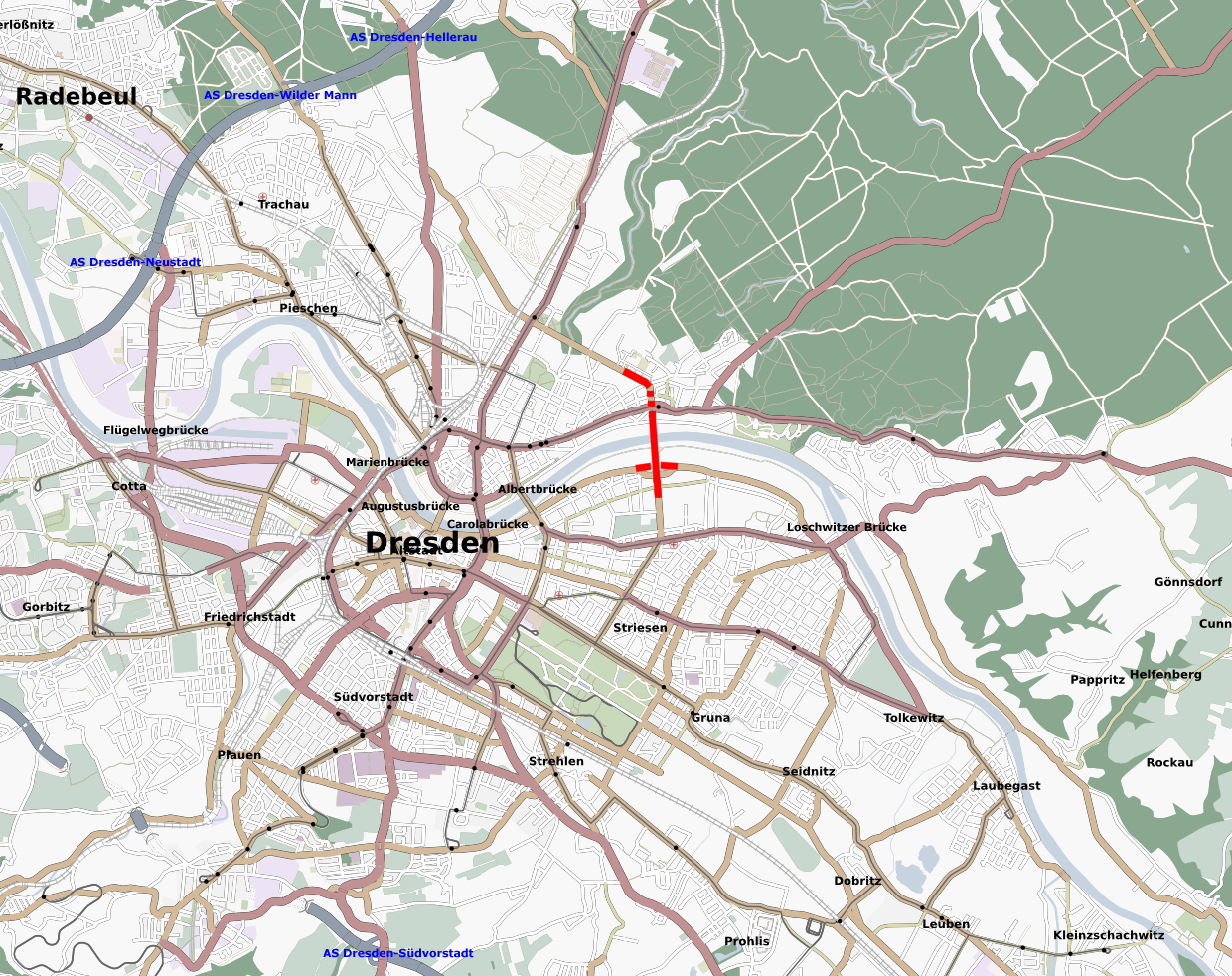
Lage des Verkehrszuges Waldschlößchenbrücke im Dresdner Straßennetz

Die Querung der Elbe wurde 2,5 Kilometer östlich des Stadtzentrums von Dresden zwischen den Stadtteilen Johannstadt und Radeberger Vorstadt bei Stromkilometer 52,68 errichtet.
Der nördliche Brückenkopf entstand am Elbhang nahe dem namensgebenden Waldschlösschen – ursprünglich einer Sommerresidenz auf dem weitreichenden Vorwerksgelände des sächsischen Ministers Camillo Graf Marcolini am Rand der Dresdner Heide. Heute ist dieses Viertel ein als Waldschlösschenareal bekanntes Wohn- und Gastronomiequartier. Das südliche Johannstädter Ufer an den breiten Elbwiesen ist flach, der dortige Knotenpunkt entstand unweit des Pflege- und Seniorenheims „Clara Zetkin“ sowie von Gebäuden der Hochschule für Bildende Künste, des Herzzentrums, des Universitätsklinikums Carl Gustav Carus und des Max-Planck-Instituts für molekulare Zellbiologie und Genetik.

### Einbindung
Der Verkehrszug Waldschlößchenbrücke besteht aus folgenden Abschnitten:
- vier- bis fünfstreifiger Ausbau der Stauffenbergallee
- Tunnelsystem als weitgehend kreuzungsfreie Verbindung des nördlichen Brückenkopfes mit Stauffenbergallee und Bautzner Straße
- eigentliche Waldschlößchenbrücke
- teilweise planfreier Ausbau des Knotenpunktes Fetscherstraße/Käthe-Kollwitz-Ufer am südlichen Brückenkopf
- mehrstreifiger Ausbau der nördlichen Fetscherstraße.

Nicht inbegriffen war der höhenfreie Ausbau der Kreuzung des Zubringers Stauffenbergallee mit der Königsbrücker Straße, dieser wurde zeitweise diskutiert. Eine direkte Einbindung des Verkehrszuges nach Westen (Erreichbarkeit der Großenhainer bzw. Leipziger Straße) und nach Süden (Erreichbarkeit der Teplitzer Straße bzw. des Zelleschen Wegs als Verlängerung der Süd-West-Tangente) gibt es nicht.

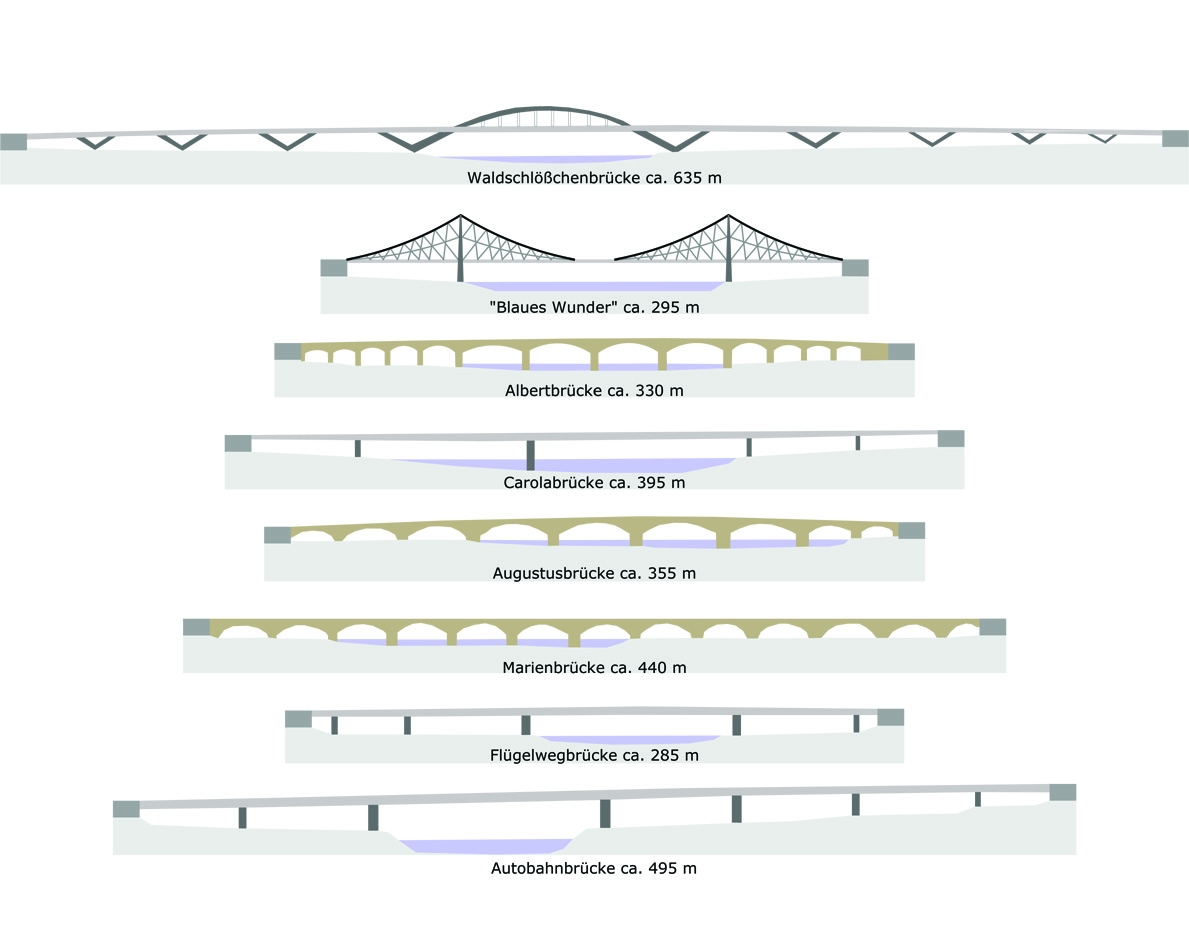
Schematischer Vergleich der Waldschlößchenbrücke (ganz oben) mit anderen Dresdner Stadtbrücken

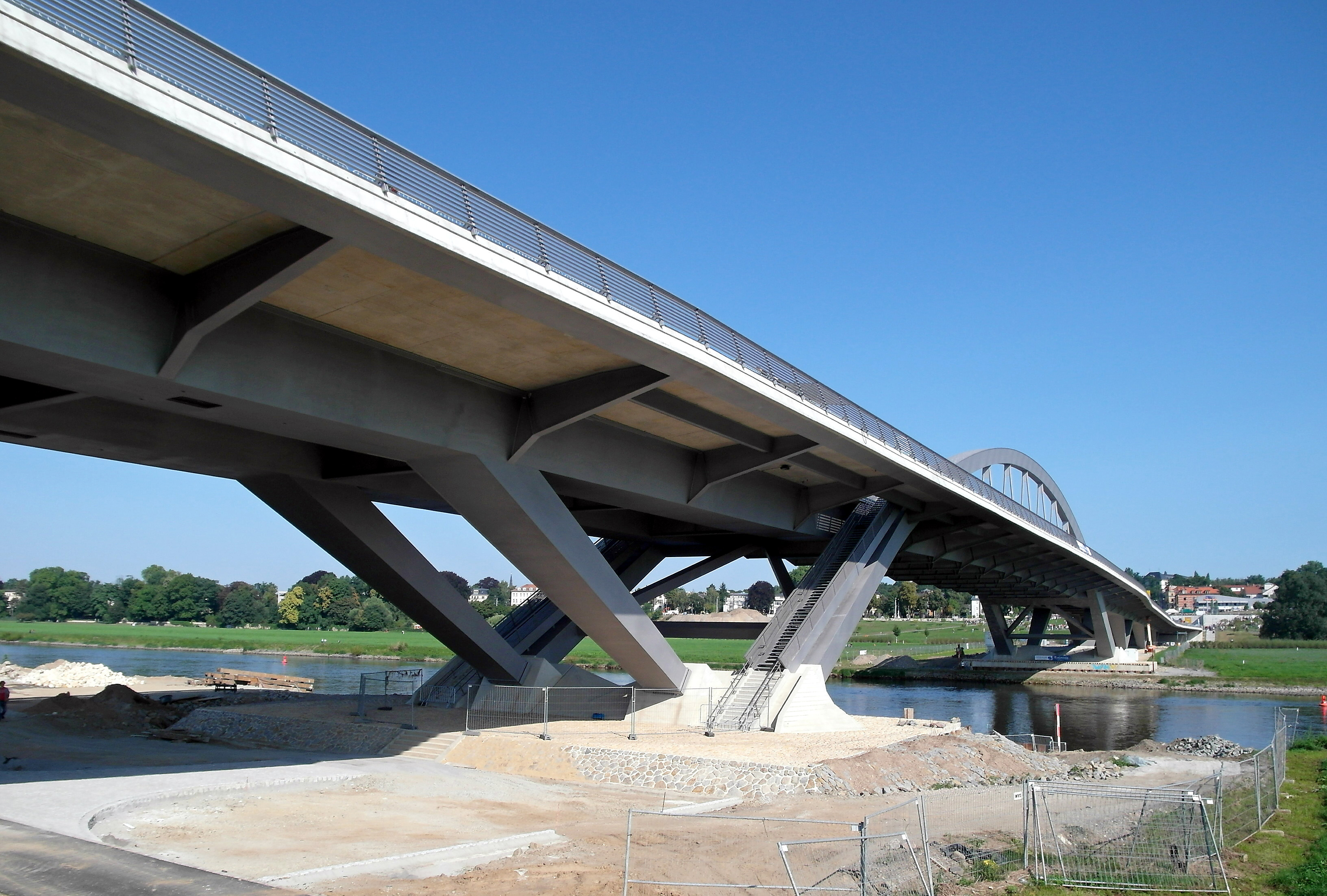
Hauptträger, getragen von V-förmigen Streben

### Entwurf
Die Planungen gingen aus einem Wettbewerb hervor, den 1997 das Berliner Büro Eisenloffel + Sattler, Ingenieure – Kolb + Ripke, Architekten (ESKR) gewann. Unter den 27 eingereichten Entwürfen wurde der von ESKR (siehe unter Weblinks) mit dem 1. Preis (75.000 DM) ausgezeichnet. Angehörige der Jury waren unter anderem der damalige Oberbürgermeister Herbert Wagner und – als Vorsitzender – der Architekt Volkwin Marg, der sich jedoch später (siehe Dresdner Brückenstreit) von dem Vorhaben distanzierte.
Das 636,1 m lange Bauwerk ist eine Stahlverbundkonstruktion. Es besteht aus drei Abschnitten, den beiden Vorlandbrücken und dem Stromfeld. Die 274,81 m lange linkselbische und die 213,49 m lange rechtselbische Vorlandbrücke sind Balkentragwerke, die von V-förmigen Streben unterstützt werden. Der mittlere Teil der Brücke wird durch zwei Stahlbögen mit einer Spannweite von 148 m getragen, die sich etwa 26 m über der Elbe erheben. Sie setzen am Erdboden unter der Fahrbahn an und tragen die abgespannte Fahrbahn im Hauptteil. Die Brücke ist im Bogenbereich 28,6 m breit, in den Vorlandbereichen 24,4 m, und führt in jede Richtung zwei Fahrstreifen mit je 3,25 m Breite. Außen an die Bögen angesetzt befindet sich auf jeder Seite ein Fuß- und Radweg mit je 2,35 m Gesamtbreite. Die Gradiente steigt beidseitig zum Stromfeld mit maximal 4,3 % an.
Die Stahlbetonfahrbahnplatte wird von zwei Hauptträgern getragen, die als trapezförmige Stahltröge ausgebildet und mit der Platte durch Kopfbolzendübel verbunden sind.

### Burger-Variante
In der Hoffnung, die Aberkennung des Welterbestatus abwenden zu können, wurden unter Federführung des vormaligen Frauenkirchen-Baudirektors Eberhard Burger in Abstimmung mit dem Architekten einige kosmetische Änderungen in den Entwurf eingearbeitet (vergleiche Dresdner Brückenstreit), die (ungeachtet der Welterbe-Aberkennung) größtenteils zur Ausführung kommen sollten. Umstritten war jedoch beispielsweise der Wegfall der vier Treppenaufgänge von den Elbufer-(Rad-)Wegen, die nur als nachrüstbare Option galten. Eine der Burger-Änderungen – die Verringerung der Brückenbreite um einen Meter – galt als so aufwendig, dass ihre Realisierbarkeit nicht ernsthaft geprüft, sondern nur gegenüber UNESCO und Öffentlichkeit eine Zeit lang behauptet wurde. Erst einige Wochen nach der Entscheidung zur Welterbe-Aberkennung gab Stadtsprecher Kai Schulz bekannt, dass die Nichtrealisierung dieser Änderung bereits Monate zuvor festgestanden hatte. Durch die unveränderte Breite könnten die ursprünglich geplanten Peitschenleuchten zwischen Radweg und Kfz-Fahrbahn nachgerüstet werden, falls die Beleuchtung aus dem Geländer-Handlauf heraus für unzulänglich befunden werden sollte.

### Bau- und Unterhaltungskosten
Die prognostizierten Gesamtkosten betrugen 157 Mio. €.
Bis zum November 2006 wurden 27,9 Mio. € ausgegeben, davon für Planungsarbeiten 13,1 Mio. € und für die Sanierung der Stauffenbergallee 8,7 Mio. €. Die noch aufzuwendenden 129 Mio. € sollten sich Freistaat (96 Mio. € Fördermittel), die Stadt Dresden, die Dresdner Verkehrsbetriebe (DVB) (5,5 Mio. €) und Dritte (DREWAG Stadtwerke Dresden, Telekom usw. 6,7 Mio. €) teilen. Die geplanten Baukosten wurden überschritten, im Februar 2010 hatten sich die Nachforderungen der Baufirmen auf 42 Millionen € summiert.
Für die jährlichen Unterhaltungskosten des gesamten Verkehrszuges waren 1.019.000 € kalkuliert, mit Kosten für die Brücke allein in Höhe von 429.000 €. Der städtische Haushaltsentwurf für 2013 und 2014 weist pro Jahr 3,768 Mio. Euro Folgekosten für die Waldschlößchenbrücke aus.
Die sich abzeichnende Überschreitung der Baukosten wurde seit April 2010 gutachterlich überprüft.
Im Juni 2012 wies das Landgericht Dresden eine Klage der Stadt Dresden gegen die Baufirmen als unzulässig ab. Der Zeitpunkt sei noch zu früh, um die Baukostenüberschreitungen beurteilen zu können. Gegenstand der Klage waren Nachforderungen der Baufirmen in Höhe von zwei Millionen Euro wegen höherer Stahlpreise.
Im Juni 2018 war die Abrechnung der Baukosten abgeschlossen. Der gesamte Verkehrszug kostete 179 Millionen Euro, der reine Brückenbau 74 Millionen Euro. Dazu zählen neben der Brücke auch die Prießnitzbrücke, die bis zur Königsbrücker Straße ausgebaute Stauffenbergallee und der Tunnel.
Ende 2018 wurden die Baukosten auf 180,7 Millionen Euro beziffert, zuzüglich noch offener Positionen (Grunderwerb und nachträglicher Umweltschutz) von insgesamt 11,5 Millionen Euro.

## Chronologie

### Vorgeschichte
Ein Brückenschluss am Waldschlösschen wurde schon zuvor seit langer Zeit mehrfach erwogen, ohne ihn zu realisieren. Erste Überlegungen reichen bis ins 19. Jahrhundert zurück.
→ Abschnitt „Vorgeschichte“ im Artikel „Dresdner Brückenstreit“

### Planung
Die erste genehmigungsfähige Version der Planungsunterlagen wurde am 20. März 2003 beim Regierungspräsidium Dresden eingereicht, das am 25. Februar 2004 die Planfeststellung erteilte.
→ Abschnitt „Planung“ im Artikel „Dresdner Brückenstreit“

### Bauarbeiten

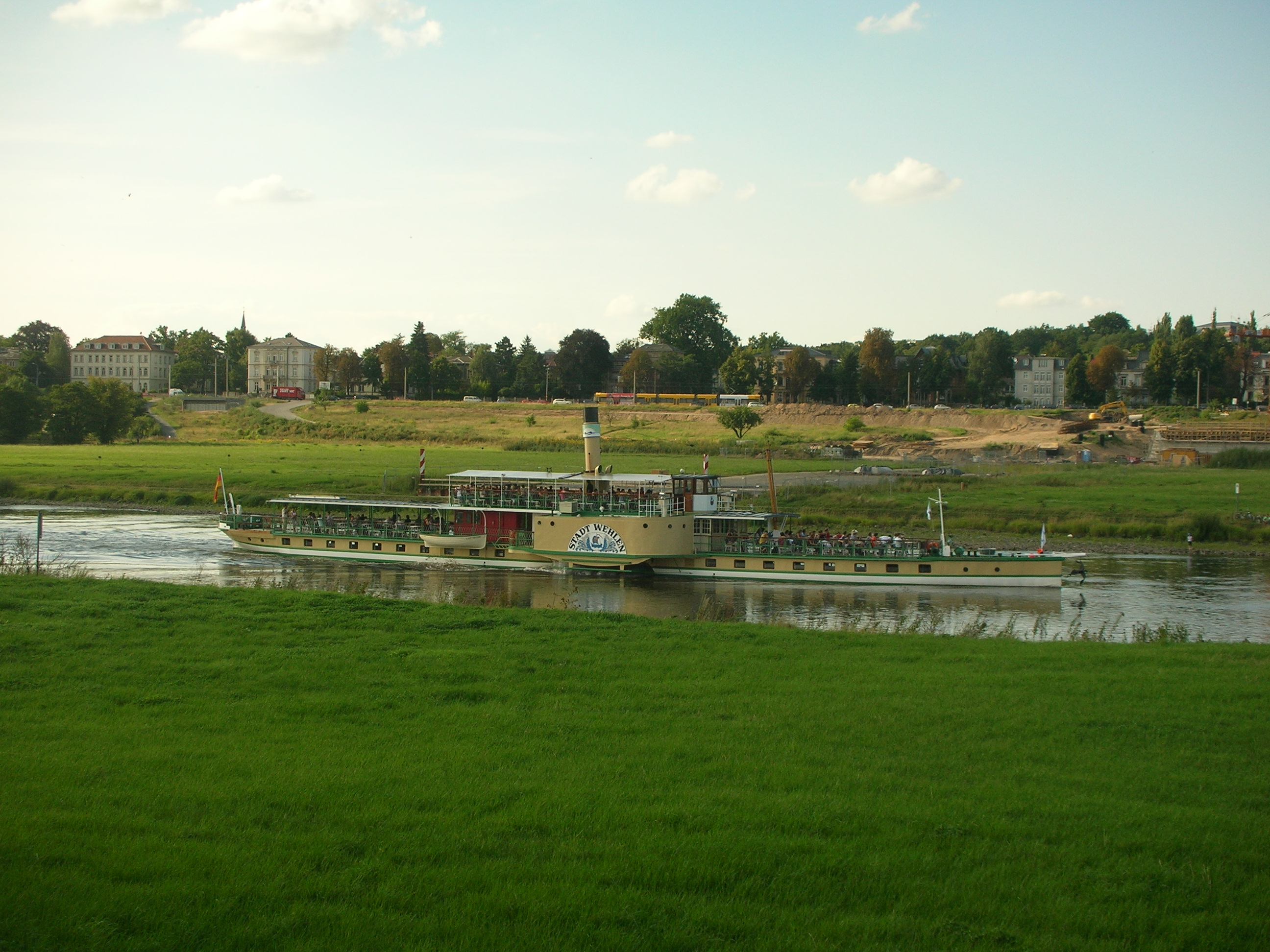
Raddampfer Stadt Wehlen der Weißen Flotte passiert im August 2008 die Baustelle der Waldschlößchenbrücke
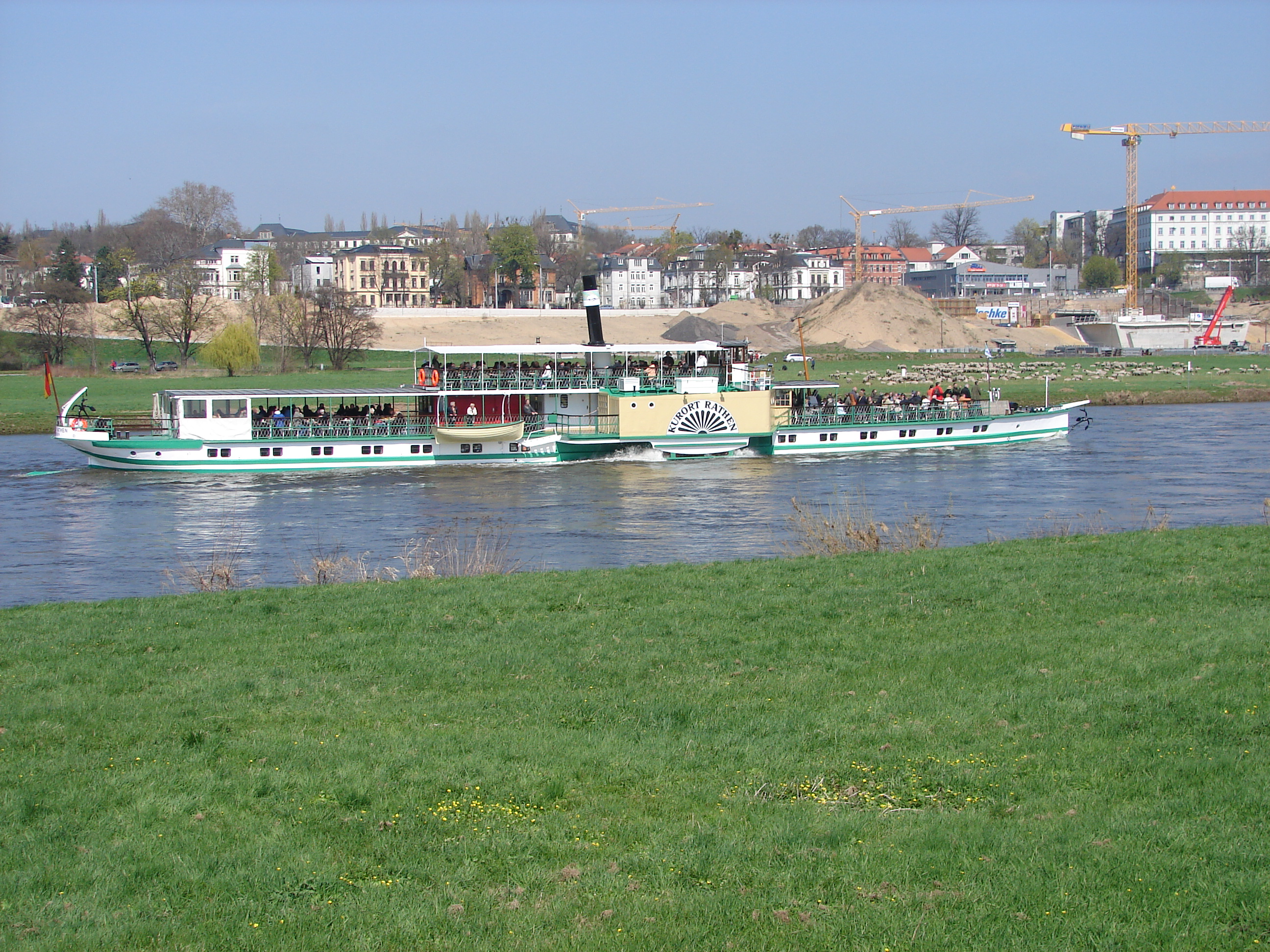
Raddampfer Kurort Rathen an gleicher Stelle im April 2010

Als erste Vorbereitung erfolgte die Räumung aller vier Gartensparten (Am Waldschlößchen, Elbblick, Jugendgarten und Nord) auf der Waldschlösschenwiese ab dem 6. Januar 2000.
Im Rahmen des Wahlkampfes um das Amt des Oberbürgermeisters führte Amtsinhaber Herbert Wagner am 29. November 2000 den Ersten Spatenstich zur Waldschlößchenbrücke aus – ungeachtet der zu diesem Zeitpunkt wegen fehlender Unterlagen und Überschreitungen von Lärmgrenzwerten fehlgeschlagenen Planfeststellung und der befürchteten Konflikte mit dem beantragten Welterbe-Schutzgebiet. Anschließend wurden einzelne Bauarbeiten in Randbereichen des Verkehrszuges durchgeführt, die ohne die Genehmigung des Gesamtvorhabens möglich waren oder nur in indirektem Zusammenhang mit ihm standen:
- Schallschutz-Zaun für eine Gartensparte am Käthe-Kollwitz-Ufer (2001)
- Neues Volksfestgelände an der Marienbrücke (2003)
- Ausbau der Stauffenbergallee
- Abriss der Gebäude Waldschlößchenstraße 9 bis 13 (2005)
- Abriss von Gebäuden auf dem ehemaligen Stasi-Gelände Bautzner Straße 110 und 112 (2006)

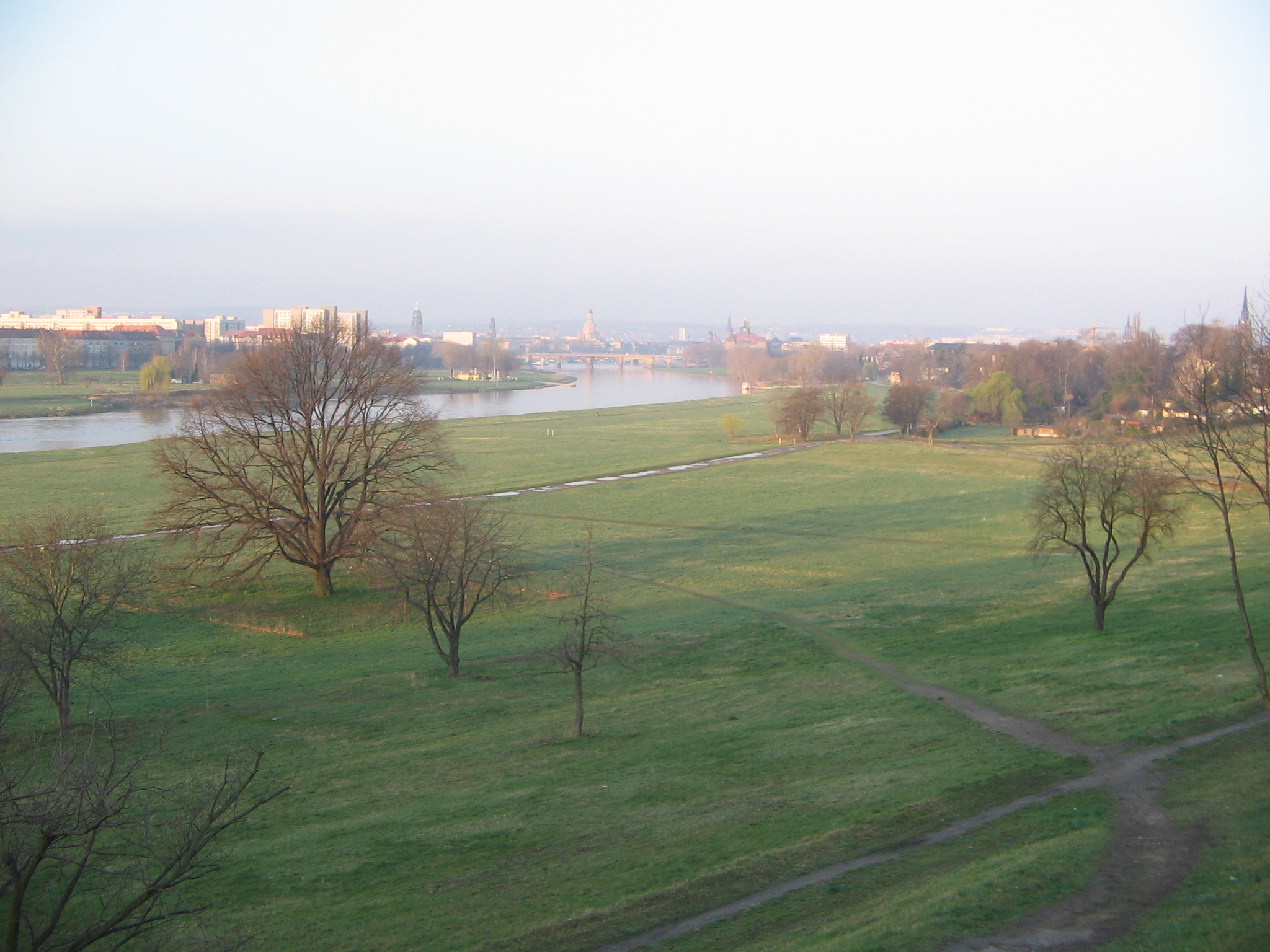
Waldschlösschenwiese mit umzäunter Sängereiche im März 2007 (Blickrichtung Frauenkirche)

Bereits vor der endgültigen Entscheidung über den Brückenbau im Jahr 2005 hatte die Naturschutzbehörde den Kronentraufbereich der Sängereiche auf den Elbwiesen einzäunen lassen, um jegliche Gefahr durch Baustelleneinrichtung und Materiallagerung von diesem durch Natur- und Denkmalschutzgesetze geschützten Baum abzuwenden.
Ende Mai 2007 waren die formalen Voraussetzungen für einen Baubeginn geschaffen, sechseinhalb Jahre nach Wagners „Spatenstich“: Das Regierungspräsidium hatte die Stadt Dresden ultimativ dazu aufgefordert, die Bauaufträge für die rechtselbische Brückenanbindung zu vergeben, und die dagegen eingelegte Verfassungsbeschwerde war gescheitert. Am 8. Juni 2007 traf das Regierungspräsidium selbst die Vergabeentscheidung per Ersatzvornahme. Ebenso entschied das Regierungspräsidium in der darauffolgenden Woche auch über die Vergabe für alle weiteren Bauabschnitte. Auf die Frage, ob die Stadt den Erhalt des Welterbetitels somit abschreibe, antwortete der Dresdner Baubürgermeister Herbert Feßenmayr (CDU) laut dpa: „Das ist wohl so.“
Der zunächst für den 13. August 2007 vorgesehene Baubeginn verzögerte sich bis zum 19. November 2007 durch einen vom Verwaltungsgericht Dresden aus Naturschutzgründen verhängten Baustopp, der jedoch vom Oberverwaltungsgericht wieder aufgehoben wurde. Während der Wintermonate erfolgten zunächst unter Protesten von Dresdner Bürgern und Prominenten (unter anderem Günter Grass) Baumfällungen an Waldschlößchenstraße, Bautzner Straße, Stauffenbergallee und Käthe-Kollwitz-Ufer sowie Erd- und Fundamentarbeiten auf den Elbwiesen beidseits des Flusses.
Am 15. Januar 2008 wurde unter großem Medieninteresse eine 280-jährige Rotbuche an der Ecke Bautzner Straße/Angelikastraße gefällt, die noch von dem durch Marcolini dort angelegten Englischen Park stammte. Der Baum war seit dem 12. Dezember 2007 von Aktivisten der Umweltschutzorganisation Robin Wood besetzt und wurde zum Symbol für den friedlichen Protest vieler Dresdner gegen die nach ihrer Ansicht überdimensionierte Planung der Elbquerung. Durch die Baumbesetzung und die Präsenz Dresdner Bürger war die geplante Fällung am 10. Januar zunächst verhindert worden. Eine Umplanung wie im Stockholmer Ulmenkrieg konnte letztendlich jedoch nicht erreicht werden, bei der Räumung vor den Fällarbeiten sollen Demonstranten durch die Polizei misshandelt worden sein.
Am 17. April 2008 besetzten fünf Robin-Wood-Mitglieder einen Kran auf der Baustelle des Brückenwiderlagers auf Neustädter Seite und behinderten damit einige Stunden lang die Bauarbeiten. Außerdem wurden von Unbekannten zwei Sabotageakte auf die in Bau befindliche Brücke verübt: Am 7. Februar 2008 wurden Schalungen mit ätzenden Flüssigkeiten übergossen und am 28. April 2008 wurde Sand in ein Hydraulikgetriebe gebracht.
Nach Angaben der Sächsischen Zeitung zeigten sich 2009 Risse in einigen Häusern in der Nähe des Tunnelbaus.

### Brückenschlag

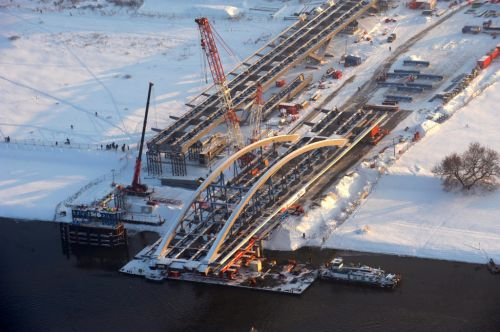
Einschwimmen der Waldschlößchenbrücke, Dezember 2010

Das 60 Meter flussabwärts vom Brückenstandort am Ufer gefertigte Mittelteil (Brückenbogen) wurde eingeschwommen und am 19. Dezember 2010 auf zwei Hilfsstützen in der Elbe abgesetzt.

### Benennung
Nach längerer Diskussion zwischen Sommer 2011 und 20. Januar 2012 entschied sich der Dresdener Stadtrat dafür, den bisher schon inoffiziell verwendeten Namen Waldschlößchenbrücke als offizielle Bezeichnung der Brücke zu nehmen.

## Verkehr

### Auto- und Radverkehr
Für die Waldschlößchenbrücke war eine Verkehrsbelastung von 45.000 Kfz/Tag für das Jahr 2025 prognostiziert. Nach der Eröffnung stieg sie auf bis zu 36.700 Kfz/Tag im Jahr 2016, wobei sie anschließend wieder leicht abnahm und im Jahr 2022 32.800 Kfz/Tag betrug. Auf der Carolabrücke nahm die Belastung nach Eröffnung der Brücke um 5.000 Kfz/Tag ab und auf dem Blauen Wunder um 3.000 Kfz/Tag.
Die Brücke wurde 2014 von 3.500 Radfahrern/Tag genutzt.

### Öffentlicher Personennahverkehr
Die Brücke wird von der Buslinie 64 der DVB und der Buslinie 520 des Regionalbus Oberlausitz überquert. Auf der Brücke befindet sich zudem die stadtauswärtige Haltestelle Waldschlößchen der Linie 64.

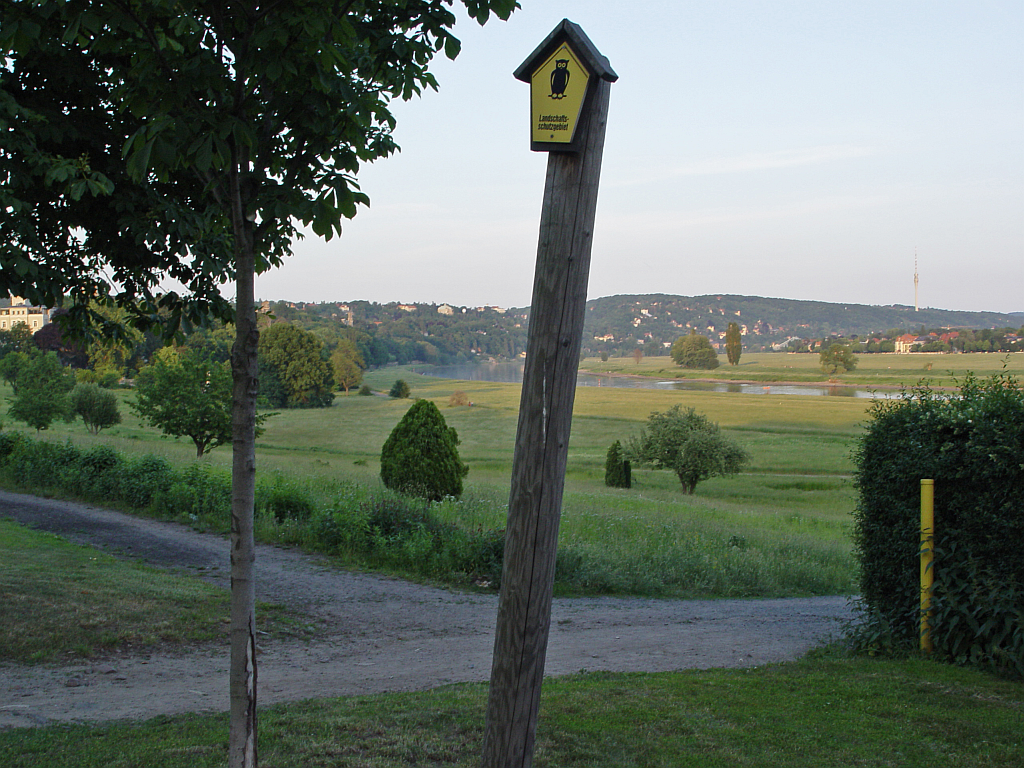
Waldschlösschenwiese im Juni 2003 (Blickrichtung Blaues Wunder)
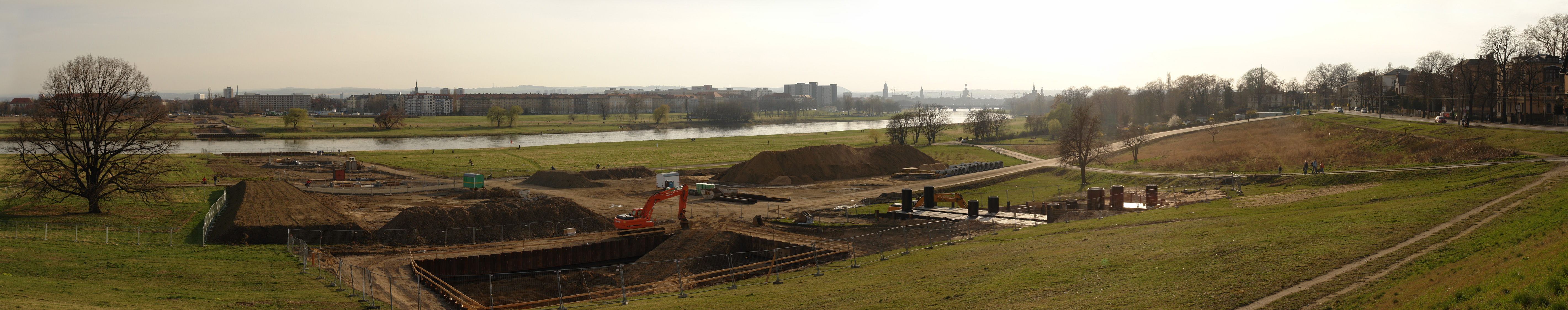
Baufortschritt im März 2008, links im Bild die mit einem Bauzaun geschützte Sängereiche auf den Elbwiesen
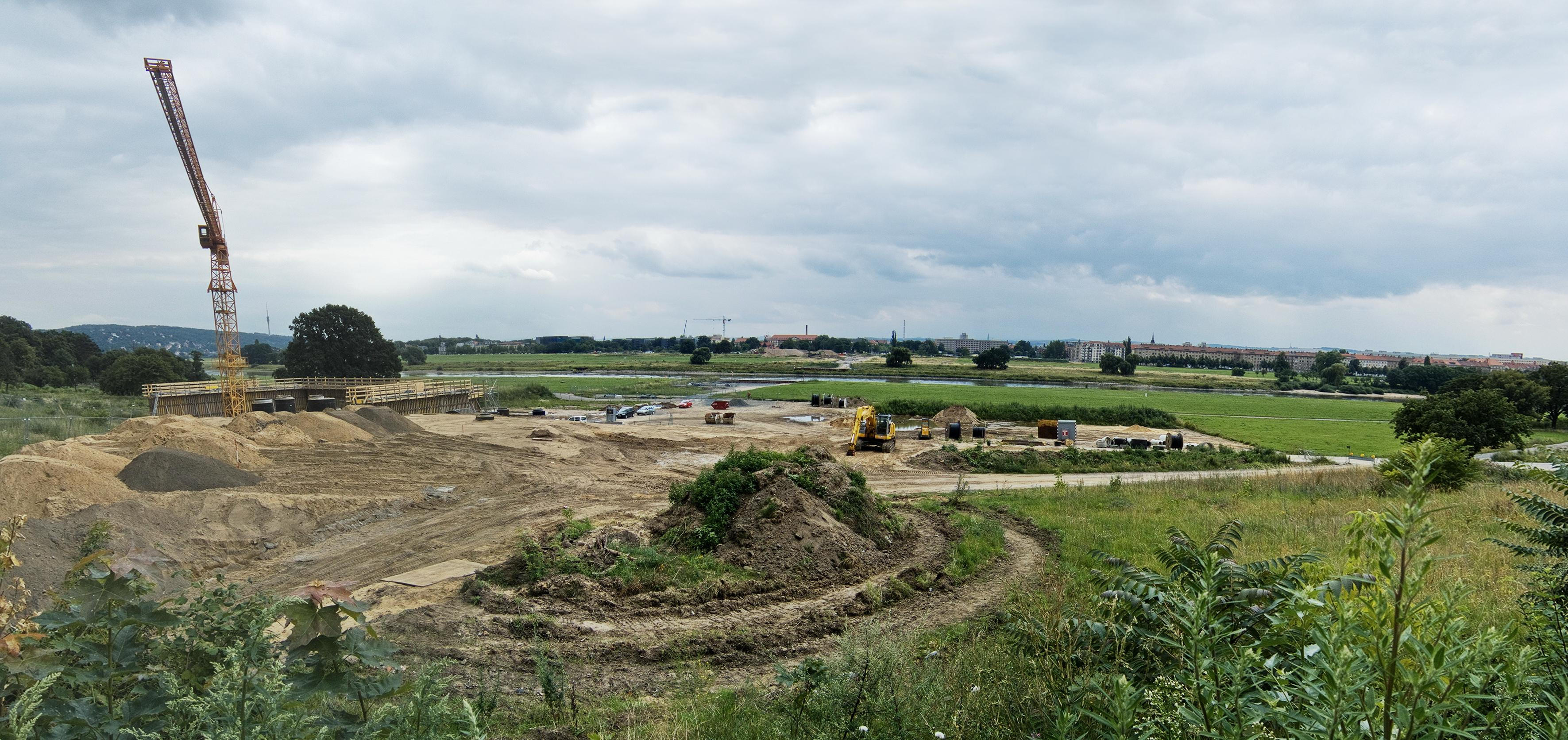
Baufortschritt im Juli 2008
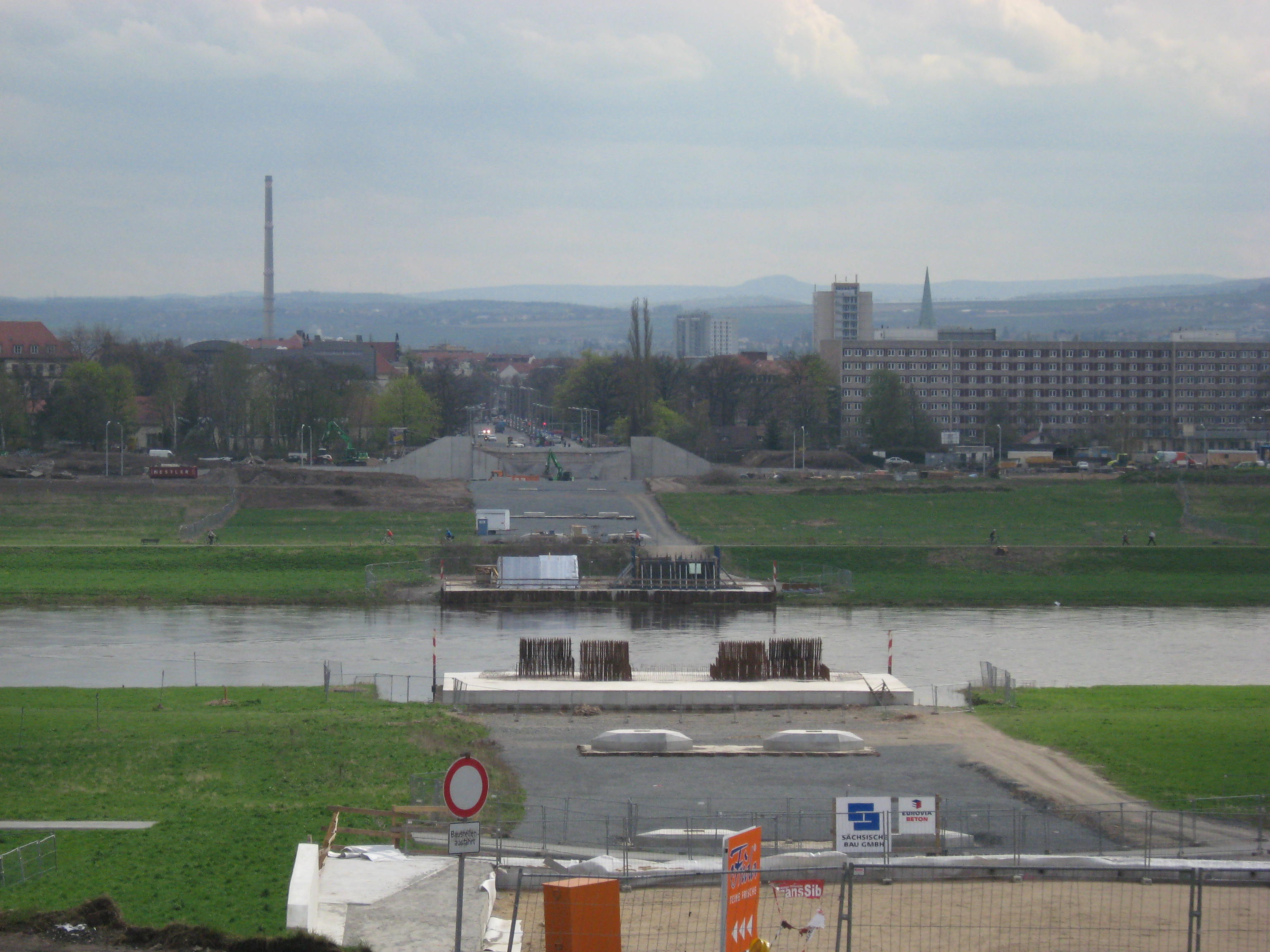
Baufortschritt im April 2009
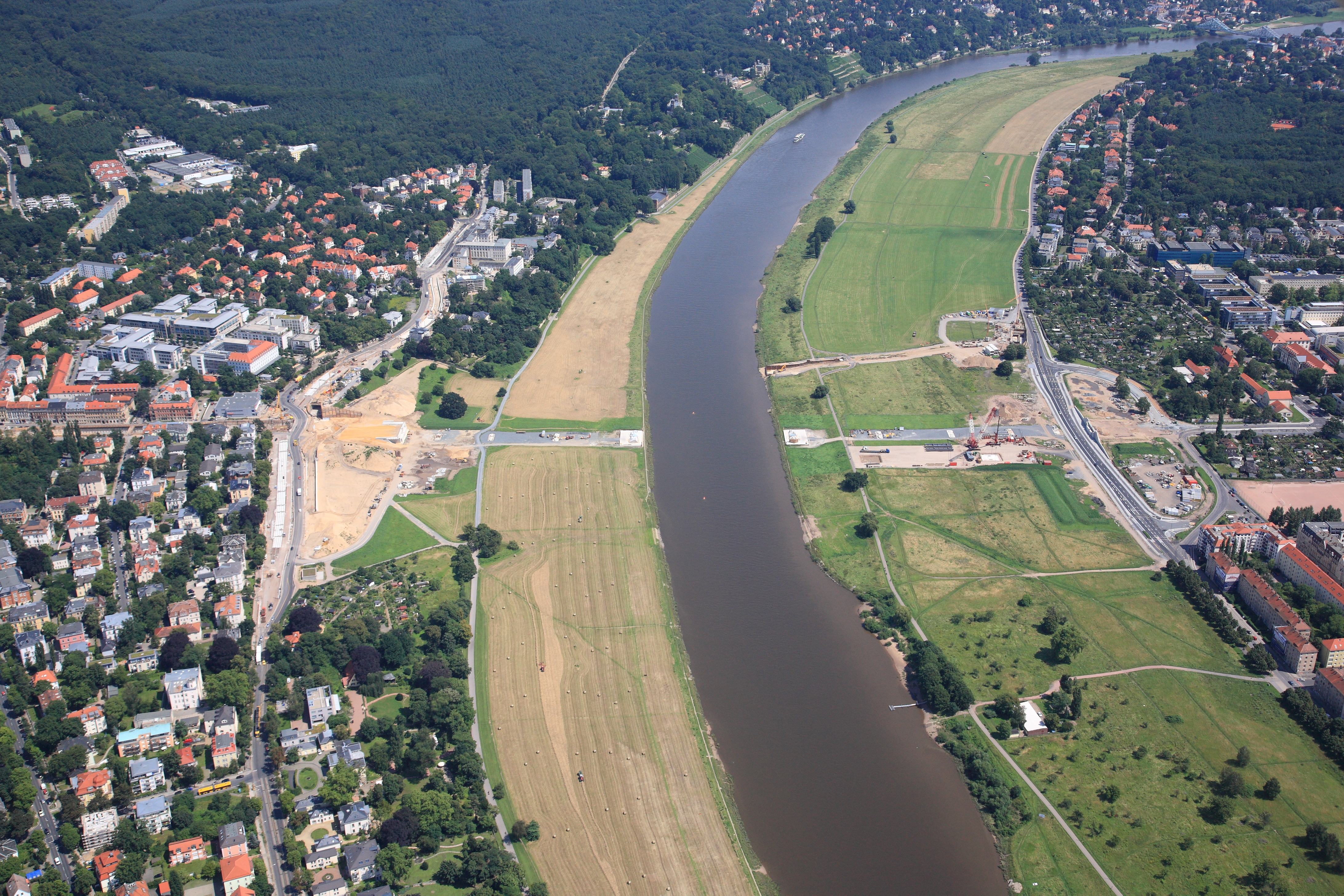
Luftbild Baufortschritt Waldschlößchenbrücke Dresden Juli 2009
Baustellenpanorama September 2009
Baustellenpanorama Februar 2010
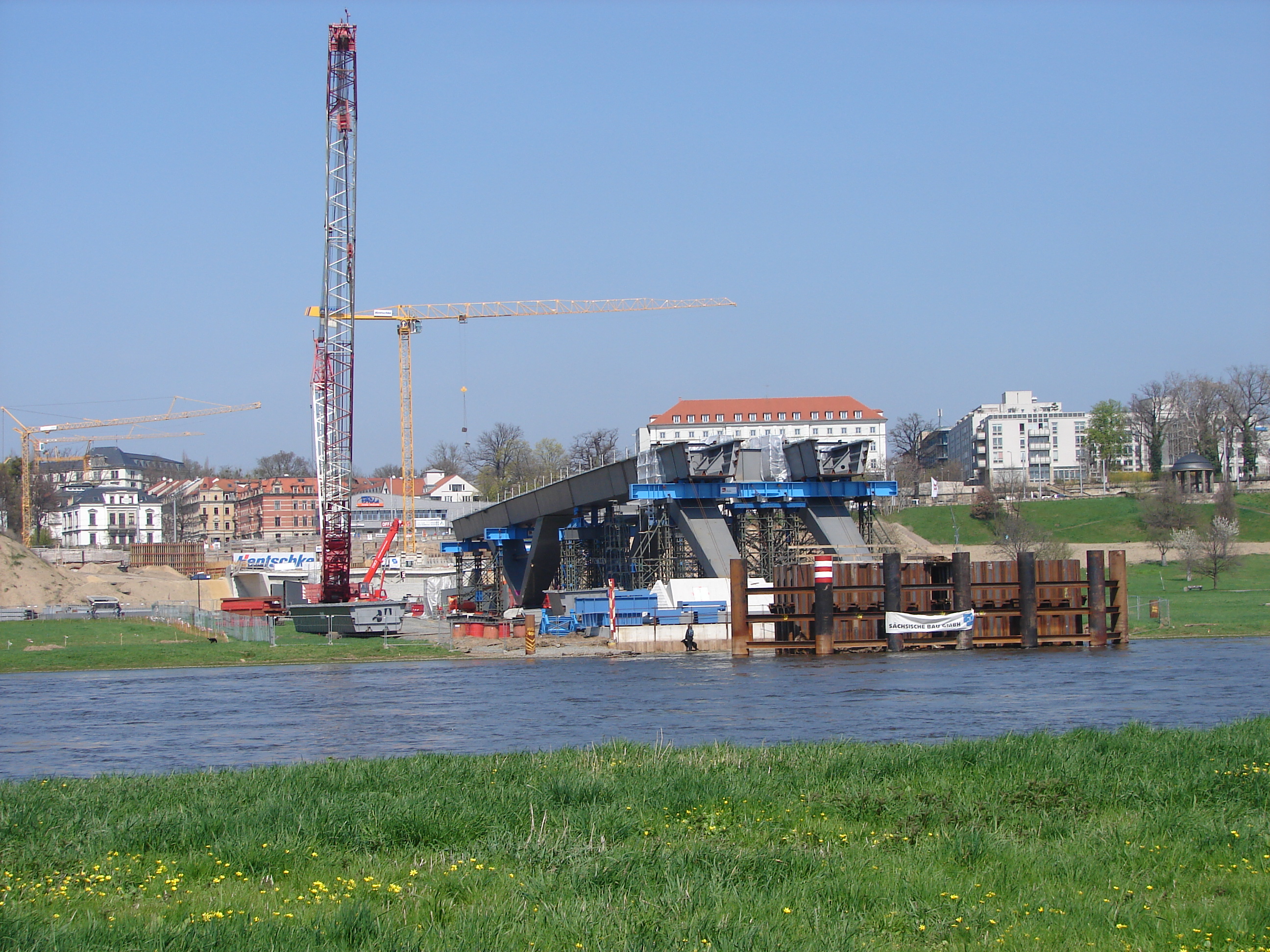
Blick auf das Nordufer, April 2010
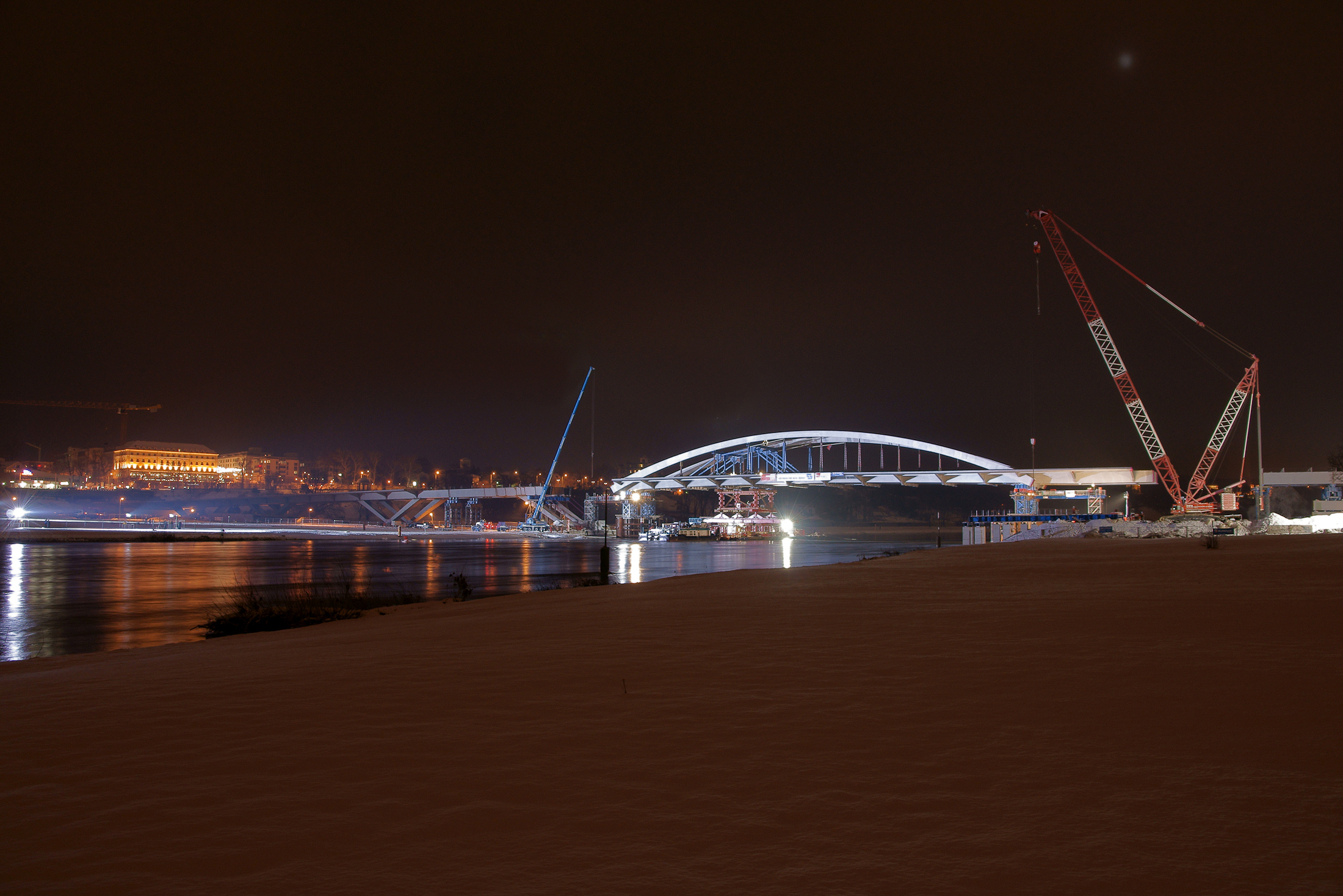
Nach dem „Einschwimmen“ am 19. Dezember 2010
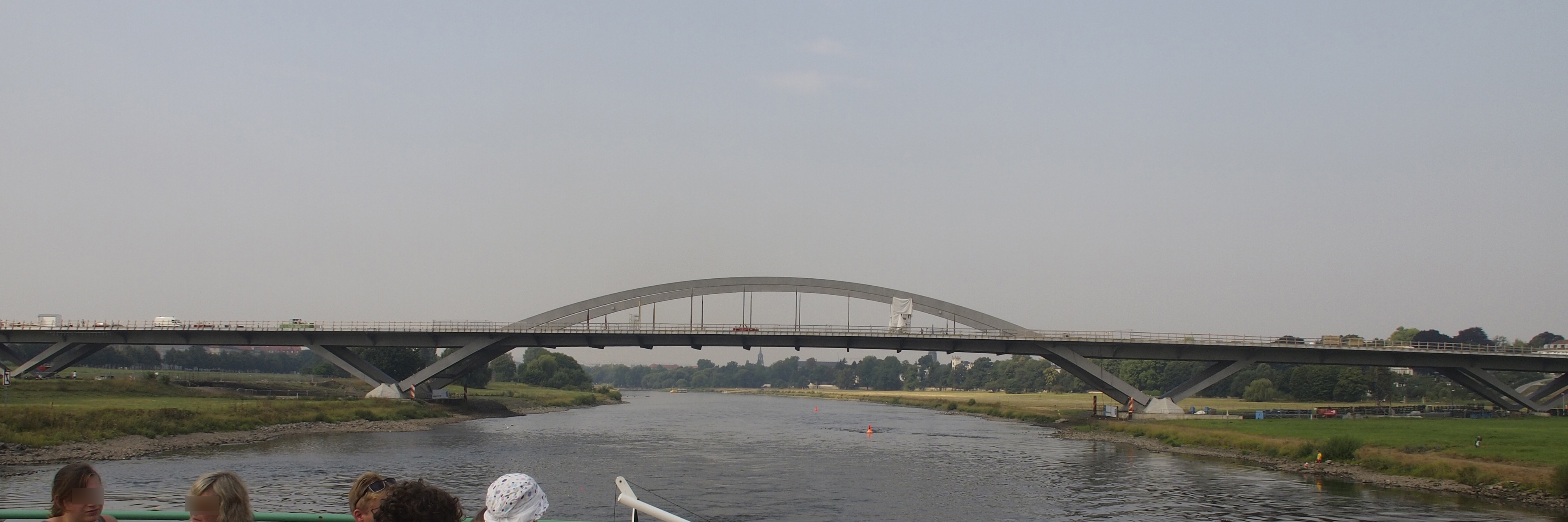
Bauzustand August 2012
Bauzustand September 2012
Bauzustand April 2013

### Projekt
- Lage: Karte zum Bebauungsplan (Memento vom 4. März 2016 im Internet Archive) (PDF; 4 MB)
- Entwurf: Henry Ripke Architekten (ehemals Kolb + Ripke), zus. mit Eisenloffel + Sattler Ingenieure (ESKR) (Memento vom 26. Februar 2012 im Internet Archive)
- Baustelle: Fotos (Memento vom 23. März 2019 im Internet Archive)

### Stadtverwaltung Dresden
- Verkehrszug Waldschlößchenbrücke (Memento vom 14. Juli 2014 im Internet Archive)
- Virtuelles 3D-Stadtmodell (verkehrsfreie 3D-Film-Präsentation mit Waldschlößchenbrücke)
- Verkehrskonzept 1994 / 2003

### Kritik
- www.welterbe-erhalten.de – Webpräsenz der Grünen Liga